# Tokū
Tokū è un'isola vulcanica disabitata situata nella divisione di Vava'u dell'arcipelago delle Tonga, nell'Oceano Pacifico.
Si trova nell'estremo nord del gruppo Vava'u e fa parte della zona di subduzione delle Kermadec-Tonga altamente attiva e del suo arco vulcanico associato, che si estende dalla Nuova Zelanda alle Fiji. 
L'isola è lunga circa 1000 m e larga 700 m, per un'area di 0,4 km². Si eleva fino a 8 m sul livello del mare verso la costa orientale.
L'isola più vicina è Fonualei 19,7 km a nord-ovest.

## Storia
Il primo europeo ad avvistare l'isola fu Don Francisco Mourelle de la Rua a bordo della fregata Princesa nel 1781.
Tokū è stata abitata negli anni 1830 quando, a seguito di alcuni conflitti, vi si trasferirono gli abitanti del villaggio Ha’amea dell'isola Tongatapu. Dopo l'eruzione del vulcano Fonualei del 1846 si trasferirono a 'Utulei, sull'isola di Pangaimotu, nel distretto di Pangaimotu.